# Carl Friedrich Zelter

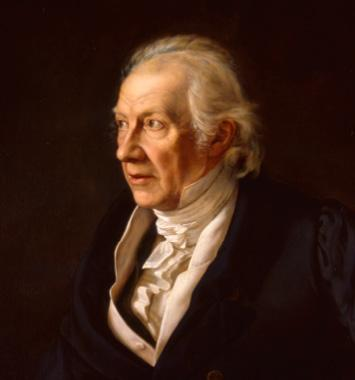
Carl Friedrich Zelter, Gemälde von Carl Joseph Begas, 1827

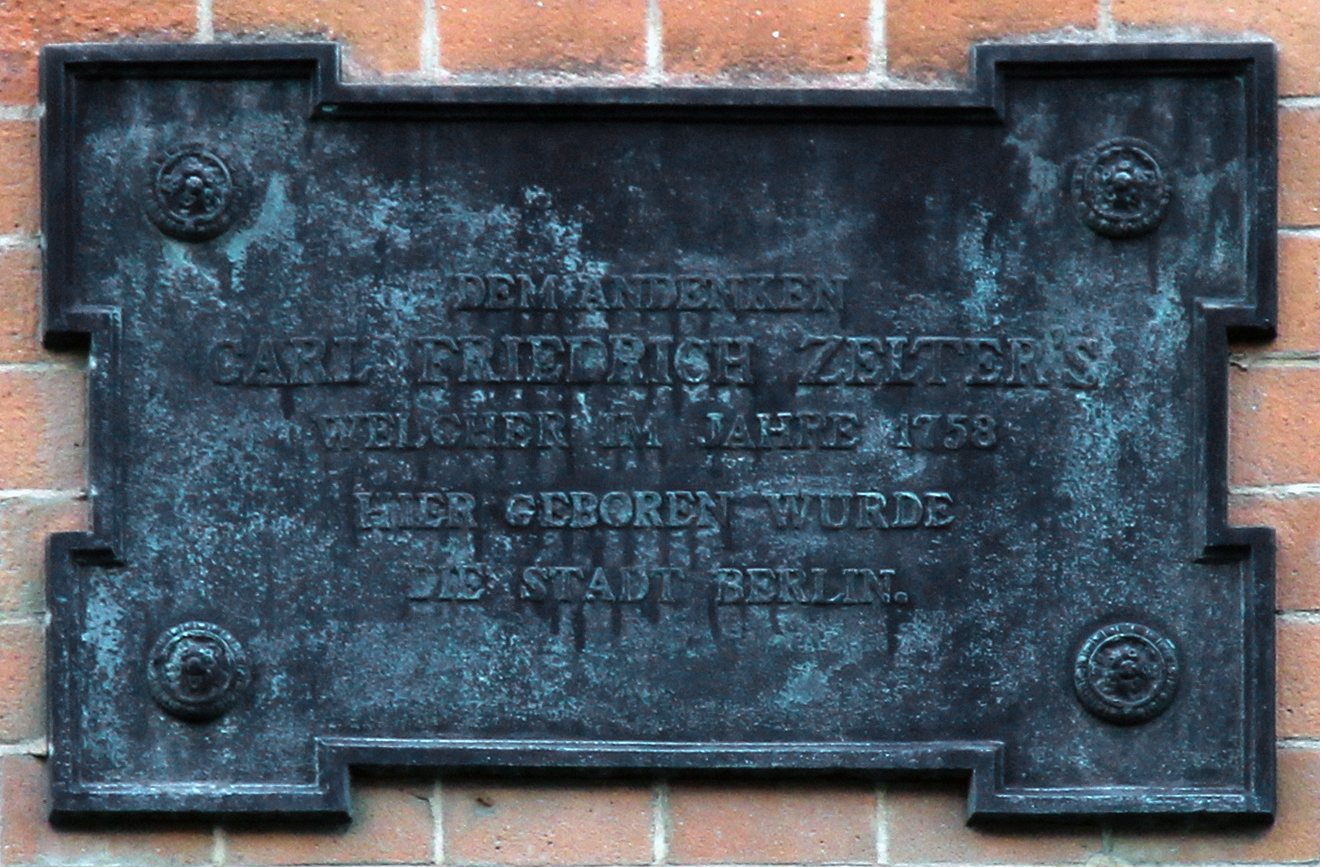
Gedenktafel am Geburtshaus, Münzstraße 23 in Berlin-Mitte

Carl Friedrich Zelter (* 11. Dezember 1758 in Berlin; † 15. Mai 1832 ebenda) war ein deutscher Musiker, Professor, Musikpädagoge, Komponist und Dirigent mit größtem kulturpolitischem Einfluss in seiner Zeit.

## Leben und Wirken

Gedenktafel für den „Maurermeister und Musik-Professor“ Zelter an dem Haus in Berlin-Mitte, das er für Friedrich Nicolai umgestaltet hat

Carl Friedrich Zelter, Sohn eines Maurermeisters, erlernte den Beruf seines Vaters. 1783 erwarb er den Meisterbrief als Maurer und trat ins väterliche Geschäft ein. 1787 baute er das Wohnhaus für seinen Freund Friedrich Nicolai in der Brüderstraße 13 um. Neben seiner praktischen Arbeit als Maurermeister bildete Zelter sich autodidaktisch musikalisch weiter. Er wurde Mitglied des Orchesters von Karl Theophil Döbbelin im Theater am Gendarmenmarkt und trat 1791 in die gerade gegründete Sing-Akademie zu Berlin seines Theorie-Lehrers und Förderers Carl Friedrich Christian Fasch ein.
Kurz nach dem Tod des Vaters 1791 heiratete Zelter die Witwe Eleonora Flöricke (* 1761, geborene Johanna Sophia Eleonora Kappel), die einen Sohn und mindestens eine Tochter aus erster Ehe in die Verbindung einbrachte, aber bereits 1795 starb. Als Witwer mit neun Kindern heiratete er im Frühjahr 1796 Julie Pappritz. Sie war die Tochter eines Finanzrates und Zelters frühere Schülerin. Julie Zelter sang ausgezeichnet und wurde für Carl Friedrich Zelter – bis zu ihrem unerwarteten Tod 1806 bei der Geburt ihres dritten gemeinsamen Kindes – zu einer wichtigen Stütze bei der Arbeit in der Sing-Akademie. Im Jahr 1800 übernahm Zelter nach Faschs Tod deren Leitung. 1806 wurde er zum Ehrenmitglied und 1809 zum Professor der Königlichen Akademie der Künste ernannt.
Im Jahr 1802 hatte er Johann Wolfgang von Goethe in Weimar kennengelernt. Es entwickelte sich eine tiefe Freundschaft mit vielen persönlichen Begegnungen, zu denen Zelter später auch seine Tochter Doris Zelter (1792–1852) mitnahm, und mit einem mehr als 30 Jahre lang andauernden Briefwechsel. Zelter war einer der wenigen Duzfreunde Goethes. Er erhielt zahlreiche Gedichte von Goethe und schickte sie vertont zurück. Goethe berichtete über Zelters Charakter: „In Gesprächen ist Zelter genial und trifft immer den Nagel auf den Kopf […] Er kann bei der ersten Begegnung etwas sehr derb, ja mitunter sogar etwas roh erscheinen. Allein, das ist nur äußerlich. Ich kenne kaum jemanden, der zugleich so zart wäre wie Zelter.“

Carl Friedrich Zelter, Zeichnung 1832

Zelter gründete am 10. April 1807 mit zehn Instrumentalisten in der Sing-Akademie die Ripienschule für Instrumentalmusik und die sogenannten Freitagsmusiken und 1809 die erste Berliner Liedertafel, deren Meister er war. 1820 gründete er das Königliche Institut für Kirchenmusik sowie einen Studentenchor. Ferner nahm er sich Zeit für zahlreiche Schüler, von denen Felix Mendelssohn Bartholdy, dessen Schwester Fanny, Otto Nicolai, Giacomo Meyerbeer und Eduard Grell die bekanntesten sind.
Musikalisch orientierte er sich an Bach und Händel. Er komponierte Sinfonien, Kantaten, Motetten, Chormusiken und vor allem Lieder, von denen einige mit Klavier- und Gitarrenbegleitung erschienen bzw. später übertragen wurden. Er erwarb sich große Verdienste um das deutsche Volkslied; so stammt beispielsweise die Melodie des bekannten Scherzliedes Der Kuckuck und der Esel von ihm (1810).
Zelter veranlasste und leitete den Bau des Hauses seiner Sing-Akademie in den Jahren 1825 bis 1827 am Kastanienwäldchen, nahe der Straße Unter den Linden, hinter der Neuen Wache, in dem sich seit 1952 das Maxim-Gorki-Theater befindet. Ferner war Zelter Mitglied der renommierten Gesetzlosen Gesellschaft zu Berlin.
Zelter verfasste zahlreiche musikpädagogische Denkschriften, mit denen er zur Institutionalisierung der musikalischen Ausbildung in Preußen maßgeblich beitrug. So geht auf sein Engagement 1829 die Einrichtung einer Musikabteilung an der 1810 gegründeten Friedrich-Wilhelm-Universität und 1833 die Gründung der Sektion für Musik an der Königlichen Akademie der Künste zurück.
Carl Friedrich Zelter starb am 15. Mai 1832, knapp zwei Monate nach seinem Freund Goethe. Friedrich Schleiermacher hielt die Grabrede.

## Ehrungen

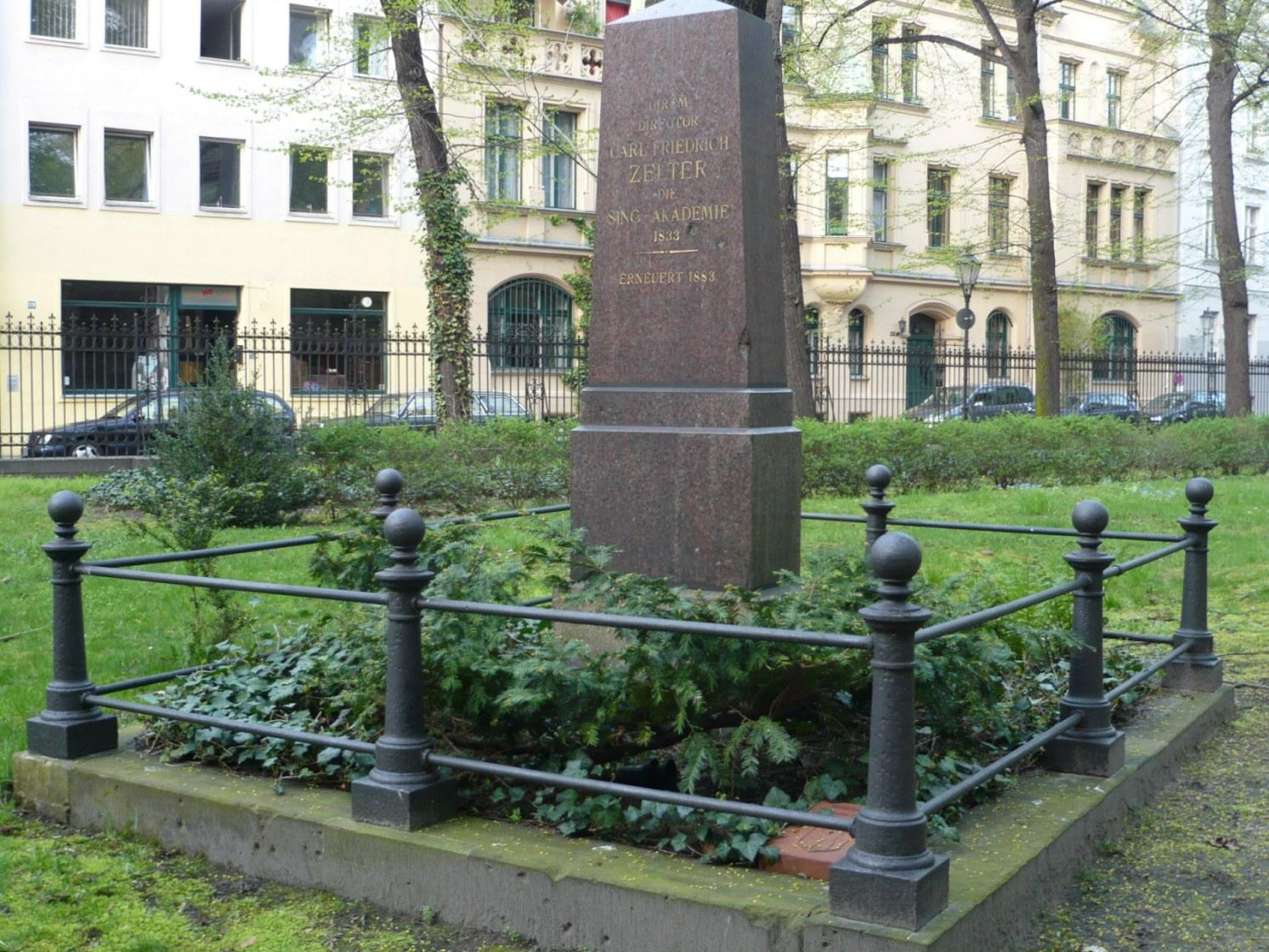
Das Ehrengrab in Berlin

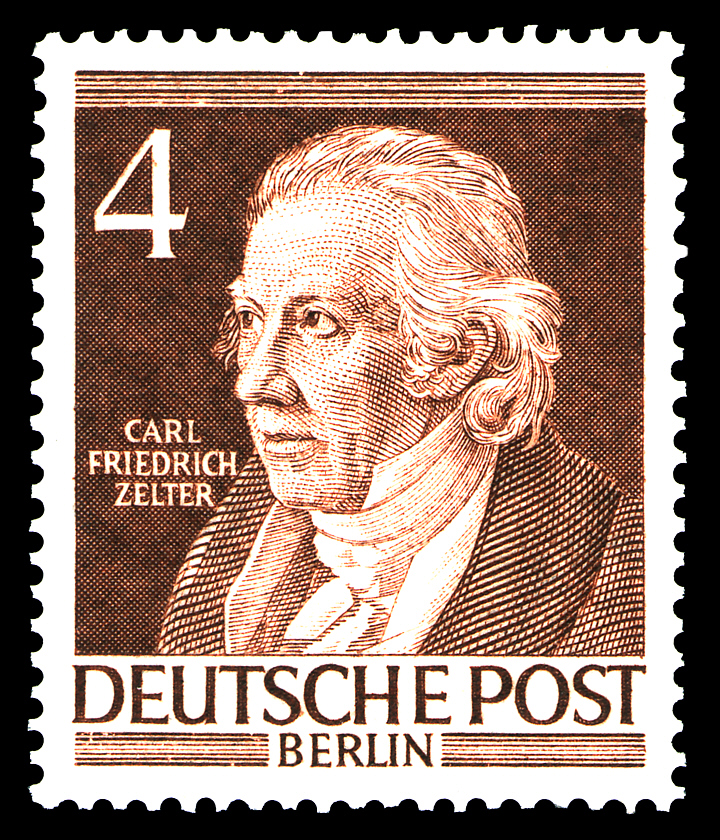
Briefmarke (1952) aus der Serie Männer aus der Geschichte Berlins

Zelters Grab ist eines der wenigen erhaltenen Gräber auf dem alten Friedhof der Sophienkirche in Berlin-Mitte. Die Grabstätte ist heute ein Ehrengrab des Landes Berlin. Sie wurde von der Sing-Akademie zu Ehren ihres zweiten Leiters mit einem etwa zwei Meter hohen Obelisken ausgestattet. Die Inschrift lautet: „Ihrem Director Carl Friedrich Zelter. Die Sing-Akademie. 1833. Erneuert 1883.“
Ein Brief von Zelter an Friedrich von Müller vom 31. März 1832 über den Tod Goethes wurde von Walter Benjamin in seine Briefsammlung Deutsche Menschen aufgenommen.
Nach ihm wurde die Zelter-Plakette benannt, die am 7. August 1956 vom Bundespräsidenten Theodor Heuss für Chöre gestiftet wurde.
Der Asteroid (15808) Zelter wurde zu seinen Ehren benannt, ebenso die ehemalige Carl-Friedrich-Zelter-Oberschule in Berlin-Kreuzberg.
Eine Straße in Frankfurt am Main hält die Erinnerung an den Musiker wach.

## Werke (Auswahl)
Literarische Werke
- Carl Friedrich Christian Fasch, Biographie. J. F. Unger, Berlin 1801.

Musikalische Kompositionen
- Der Mensch geht eine dunkle Straße, für vierstimmigen, gemischten Chor und Orgel oder Klavier (Neuausgabe Berlin 2006)
- Wachet auf, ruft uns die Stimme, Motette für gemischten Chor (SATB) und Generalbass (Orgel, Kontrabass, Violoncello und Fagott) nach einem Text von Friedrich Gottlieb Klopstock
- Rondo mit Variationen für Klavier, op. 2
- Konzert für Viola und Orchester Es-Dur
- Das Veilchen
- Sankt Paulus
- Tafellied (Voß)
- Zechtalent (Bornemann)
- Ständchen
- Goethe-Vertonungen (Lieder):
  - Verstand und Recht
  - Erlkönig
  - Wer kauft Liebesgötter?
  - Vanitas vanitatum vanitas
  - Mailied
  - Die Spröde
  - Die Bekehrte
  - Hochzeitslied
  - Genialisch Treiben
  - Erster Verlust
  - Christel
  - Bundeslied
  - Wandrers Nachtlied (Der du vom Himmel bist)
  - Wandrers Nachtlied (Über allen Gipfeln ist Ruh’)
  - Nur wer die Sehnsucht kennt
  - Heiß mich nicht reden
  - Blumengruß
  - O gib, vom weichen Pfühle
  - Der König in Thule

### Neuere Literatur
- Dietrich Fischer-Dieskau: Carl Friedrich Zelter und das Berliner Musikleben seiner Zeit: Eine Biographie. Nicolai, Berlin 1997, ISBN 3-87584-652-4.
- Christian Filips (Hrsg.): Der Singemeister Carl Friedrich Zelter. Schott, Berlin 2009, ISBN 978-3-7957-0658-6.
- Hans Huchzermeyer: Zur Geschichte der evangelischen Kirchenmusik in Königsberg/Preußen (1800–1945). Die kirchenmusikalischen Ausbildungsstätten. Minden 2013, ISBN 978-3-00-041717-7, S. 18–32, 51–55, 61–81.

### Ältere Literatur
- Wilhelm Rintel (Hrsg.): Carl Friedrich Zelter. Eine Lebensbeschreibung. Nach autobiographischen Manuscripten bearbeitet. Verlag von Otto Janke, Berlin 1861.
- Robert Eitner: Zelter, Karl Friedrich. In: Allgemeine Deutsche Biographie (ADB). Band 45, Duncker & Humblot, Leipzig 1900, S. 46–52.
- Georg Richard Kruse: Zelter. Musiker-Biographien. Band 34. Philipp Reclam jun., Leipzig 1915.
- Moritz Bauer (Hrsg.): Karl Friedrich Zelter. Fünfzehn ausgewählte Lieder. Verlag Martin Breslauer, Berlin 1924.
- Johann-Wolfgang Schottländer (Hrsg.): Carl Friedrich Zelters Darstellungen seines Lebens. Verlag der Goethe-Gesellschaft, Weimar 1931 (Schriften der Goethe-Gesellschaft, mit Abbildungen und Autographien, Band 44).
- Georg Schünemann (Hrsg.): Carl Friedrich Zelter. Der Mensch und sein Werk. Berliner Bibliophilen-Abend, Berlin 1937.

### Briefwechsel mit Goethe
- Karl Richter (Hrsg.): Johann Wolfgang Goethe: Sämtliche Werke nach Epochen seines Schaffens in 33 Bänden. 1. Auflage. btb, München 2006, ISBN 3-442-90499-4.
  - Hans-Günter Ottenberg (Hrsg.): Briefwechsel zwischen Goethe und Zelter in den Jahren 1799 bis 1827. 1. Auflage. Band 20, Nr. 1. btb, München 2006, ISBN 978-3-442-72957-9.
  - Edith Zehm, Sabine Schäfer (Hrsg.): Briefwechsel zwischen Goethe und Zelter in den Jahren 1828 bis 1832. 1. Auflage. Band 20, Nr. 2. btb, München 2006, ISBN 978-3-442-72958-6.
  - Edith Zehm (Hrsg.): Briefwechsel zwischen Goethe und Zelter in den Jahren 1799 bis 1832. 1. Auflage. Band 20, Nr. 3. btb, München 2006, ISBN 978-3-442-72959-3.
- Ludwig Geiger (Hrsg.): Briefwechsel zwischen Goethe und Zelter. Verlag Philipp Reclam jun., Leipzig (3 Bände: 1799–1818, 1819–1827, 1828–1832).
- Thomas Richter: Die Dialoge über Literatur im Briefwechsel zwischen Goethe und Zelter. Metzler, Stuttgart/Weimar 2000, ISBN 3-476-45230-1.